# Myosotis bollandica
Myosotis bollandica är en strävbladig växtart som beskrevs av P.Jeps. Myosotis bollandica ingår i släktet förgätmigejer, och familjen strävbladiga växter. Inga underarter finns listade i Catalogue of Life.